# Трускавецька дитяча школа мистецтв
Трускавецька школа мистецтв імені Романа Савицького — позашкільний навчальний заклад, міська школа мистецтв у місті Трускавці Львівської області, база підготовки юних трускавчан, рідний дім для низки творчих колективів.

## З історії та сьогодення школи
Трускавецька школа мистецтв бере свій початок від заснування у місті музичної школи в 1965 році.
У 1981 році заклад було перейменовано у школу мистецтв. У 2015 році, на відзначення 50 річного ювілею, школі надано ім'я видатного українського піаніста-віртуоза, педагога і громадського діяча Романа Савицького (1907—1960)
У школі мистецтв на трьох відділеннях: музичному, хореографічному та образотворчого мистецтва навчаються 430 учнів, працюють 55 кваліфікованих викладачів. З 2001 року тут проводиться обласний фестиваль — огляд юних піаністів імені Р. Савицького (раз на 2 роки).
Школа є початковою ланкою мистецької освіти. Викладачі та учні школи неодноразові переможці та дипломанти конкурсів, фестивалів, виставок еруть участь у концертах, фестивалях та конкурсах, що відбуваються в місті, області, а також за межами України.
У школі функціонують такі творчі колективи:
- зразковий дитячий камерний оркестр;
- камерний хор учнів старших класів «Кантус»;
- хор учнів молодших класів;
- ансамбль бандуристів;
- ансамбль скрипалів молодших класів;
- фольклорний ансамбль «Славень»;
- зразковий хореографічний ансамбль «Золоті діти»;
- інструментальне тріо «Con Anima»;
- дует бандуристок «Живиця»;
- оркестр естрадно-джазової музики.

## Відомі вихованці школи
У школі навчався український вояк, лицар ордена «За мужність» III ступеня Ігор Дідач.

## Джерело-посилання
- Про місто на truskavets-city.gov.ua («Трускавець — Все про місто-курорт»), Офіційний сайт Трускавецької міської ради
- Трускавецькі «Золоті діти» представляють Україну на міжнародному фестивалі в Грузії
- Яскраве й незвичне: креативний підхід у хоровому виконанні
- Золотий ювілей школи мистецтв
- Кашкадамова Н. Фестиваль-огляд юних піаністів імені Романа Савицького

| Герб Трускавця | Це незавершена стаття про Трускавець. Ви можете допомогти проєкту, виправивши або дописавши її. |